# 伯母峰峠
伯母峰峠（おばみねとうげ）は、奈良県吉野郡川上村と上北山村との境にある峠である。吉野川と北山川の分水嶺となっている。

## 概要
峠を直接通過するのは登山道のみで、自動車が通行できる国道169号は1966年（昭和41年）に供用開始した新伯母峰トンネル（しんおばみねトンネル）（延長1,964m）を通る。旧伯母峰トンネルは1940年（昭和15年）に供用を開始したが、新たなトンネルが供用を開始するとともに役目を終え、のちに北側の坑口が完全に塞がれたため現在は通行できない。
新伯母峰トンネルは老朽化が進むとともに、建築限界が確保されておらず、大型車の通行に困難があるため新たなトンネルを含む伯母峯峠道路が2016年（平成28年）より国の権限代行事業として進められており、2018年（平成30年）12月に起工式が行われた。

## 伝承
伯母峰峠には「一本足のたたら」と呼ばれる妖怪の伝承がある。
付近の天ヶ瀬（現・上北山村）の武士・射場兵庫が山狩をした際、背中に熊笹の生えた猪を射止めた。数日後、背中に熊笹の生えた怪物が湯の峰温泉に現われて射場兵庫に討たれた亡霊だと名乗る。湯治にきた野武士に犬と鉄砲を譲り受けたいと頼んで断られると、亡霊は一本足の鬼と化して伯母峰峠の旅人を食べるようになった。その後、丹誠が伯母峰地蔵尊を勧請して鬼を封じ、経堂塚に経文を埋めたという。

## 周辺
- 伯母ヶ峰山